# 北京市通州区园林绿化局
39°53′19″N 116°39′54″E / 39.88849°N 116.66507°E
北京市通州区园林绿化局是北京市通州区人民政府的一个部门。

## 领导
2021年2月，本机构的领导为：
- 张军领：通州区园林绿化局党组书记、二级巡视员。工作分工：主持区园林绿化局党组全面工作
- 胡克诚：通州区园林绿化局党组副书记、局长、区绿化办主任、二级巡视员。工作分工：主持区园林绿化局（区绿化委员会办公室）行政全面工作
- 董本新：通州区园林绿化局党组副书记、一级调研员。工作分工：协助书记、局长管理党组、财务等日常工作；负责党建、人事、宣传、意识形态、统战、信访、群团工作；负责维护稳定工作；负责市民服务热线接诉办理等工作；负责“街乡吹哨、部门报到”统筹协调工作；负责机关安全生产工作；负责局工会、共青团、妇联、红十字、计划生育等群团组织工作；负责大运河森林公园建设、管理、运营工作；负责本区花卉新品种、新技术的引进、示范和推广工作；负责本区林 木资源管理和优良种质资源储备工作；负责永乐店地区林业管理站的建设、运营和管理工作。 分管办公室、政工科、财务科、群团办、大运河森林公园管理处、花卉产业服务中心、林木资源储备中心、永乐店地区林业管理站
- 张宝常：通州区园林绿化局党组成员、副局长、三级调研员。工作分工：负责生态林、平原造林养护工作；负责林业技术推广工作；负责本区植树育林组织协调工作；负责东郊森林公园建设、管理、运营工作。 分管林业工作总站、平原植树育林服务中心、东郊森林公园管理处
- 王岩：通州区园林绿化局党组成员、副局长。工作分工：负责本区城乡园林绿化建设和养护管理工作；负责湿地保护工作；负责园林绿化环境保护方面的协调工作；负责园林绿化规划管理工作；负责园林绿化科技管理工作；负责组织指导林木、绿地、草地有害生物防治、检疫和预测预报工作。 分管城乡绿化科、规划发展科、分指办
- 李扬：通州区园林绿化局党组成员、副局长。工作分工：负责森林资源和林地管理工作；负责涉及我局公共服务事项的接件受理工作；负责林下经济发展指导管理工作；负责陆生野生动植物保护工作；负责本区公园行业管理工作；负责森林资源执法工作；负责西海子公园建设、管理、运营工作。 分管森林资源管理科(综合审批科)、公园管理科、林政执法稽查大队、西海子公园管理处
- 李伟：通州区园林绿化局副局长。工作分工：协助王岩同志工作。分管规划发展科
- 高琼：北京市通州区园林绿化局副局长。工作分工：负责本区森林病虫鼠害防治、预报、技术推广、宣传等相关的事务性、技术性、服务性工作。 分管林业保护站。 协助张宝常同志工作
- 王春喜：通州区园林绿化局一级调研员。工作分工：负责运河文化广场建设、管理、运营工作；负责2016年重点工程已开工未完结项目；负责绿地认建认养及公园配套用房出租中侵害群众利益问题开展清理整治工作。 分管运河文化广场管理处
- 张守辉：通州区园林绿化局二级调研员。工作分工：负责林产品、野生动物及木材运输等检疫检查和监督工作；负责园林绿化工程质量管理相关工作，负责园林绿化环境保护工作。 分管林业检查站、工程质量服务中心
- 吴文质：通州区园林绿化局二级调研员。工作分工：负责法制、普法宣传、审计相关工作；负责本区国有林场森林资源、生态文化资源培育和保护工作；负责林地绿地相关情况巡查工作。 分管法制科、林场、林地绿地精细化管理巡查组
- 王庆海：通州区园林绿化局四级调研员。工作分工：负责园林绿化局安全生产、应急、防汛、扫黑除恶、维稳工作；负责本区森林防火相关工作；负责综合楼日常管理工作。 分管园林绿化安全生产事务中心、园林绿化森林防火事务中心
- 杨世龙：通州区园林绿化局四级调研员。工作分工：负责林业产业发展规划及建设工作；负责果树、花卉、林木种苗、蜂蚕、森林旅游等产业发展工作；负责本区林木种质管理和推广良种等工作；负责帮扶工作；负责防火事务中心综合楼日常管理工作。 分管产业发展科、林业种子苗木服务中心
- 杨文成：通州区园林绿化局四级调研员。工作分工：负责开展义务植树及绿化美化创建工作；负责创城、创慢和创森工作；负责双拥工作；负责副中心155平方公里以内的公共绿地养护管理工作。 分管义务植树科、创森办、城镇绿化服务中心

## 机构设置
2021年2月，本机构下设：
- 北京市通州区林业保护站
- 北京市通州区林业检查站
- 北京市通州区林业工作总站（北京市通州区林业技术推广站）（北京市通州区林业资源监测中心)
- 北京市通州区林业种子苗木管理站
- 北京市通州区林政执法稽查大队
- 北京市通州区大运河森林公园管理处
- 北京市通州区西海子公园管理处
- 北京市通州区城镇绿化服务中心
- 北京市通州区运河文化广场管理处
- 北京市通州区平原植树育林管理服务中心
- 北京市通州区森林防火安全生产事务中心
- 北京市通州区花卉产业服务中心
- 北京市通州区林木资源储备中心
- 北京市通州区林业场
- 北京市通州区永乐店地区林业管理站
- 产业发展科
- 林政资源科
- 财务科
- 义务植树科
- 监察（审计）科
- 北京市通州区森林公安处（北京市公安局通州分局森林公安处）
- 人事科
- 城乡绿化科
- 规划发展科
- 办公室